# Purple Haze
«Purple Haze» (с англ. — «Фиолетовый туман», «Пурпурная дымка») — песня, написанная Джими Хендриксом и выпущенная вторым синглом группой The Jimi Hendrix Experience 17 марта 1967 года. Как рекордный хит в нескольких странах и первый трек на их дебютном американском альбоме Are You Experienced, она стала для многих первым знакомством с психоделическим рок звучанием Хендрикса.
Сингл достиг 3-го места в чартах Великобритании, и 65-го места в США. В марте 2005 года журнал Q поставил Purple Haze на 1-е место в списке 100 величайших гитарных записей. Журнал Rolling Stone поместил песню на 17-е место в списке 500 величайших песен всех времён, и на 2-е в списке 100 величайших гитарных песен всех времён. По результатам опроса читателей издательства TeamRock гитарный рефрен «Purple Haze» в 2017 году вошёл в число двадцати величайших гитарных риффов всех времён.
Пол Маккартни (которому Хендрикс, по слухам, предлагал место бас-гитариста в его «запланированной» супергруппе с Майлзом Дэвисом) в музыкальной газете Melody Maker (в рубрике «Blind Date» («Свидание вслепую»), в которой рок-звезды оценивали новые работы друг друга), дал восторженную оценку синглу: «Джими Хендрикс имеет уникальный талант не только гитариста, но и импресарио — он делает всё очень осознанно и вовремя. Он знает, где нужно „дать газу“ — и он это великолепно демонстрирует. Его музыка заполняет всё вокруг. А если Джими нервничает, то он звучит ещё лучше! <…> Я подумал о том, что „Purple Haze“ будет одной из тех песен, которые истеблишмент начнёт сдерживать. Но это бесполезно — они прорываются повсюду. И вы не сможете это остановить. <…> Я не знаю, будет ли этот сингл таким же коммерческим, как песни „Hey Joe“ и „Stone Free“. Готов спорить, что так оно и будет. Наверняка! Он — абсолютная звезда гитары.»."